# ریپابلیک اف-۸۴اف تاندراستریک
ریپابلیک اف-۸۴اف تاندراستریک (انگلیسی: Republic F-84F Thunderstreak) یک جنگنده-بمب افکن آمریکایی با بال سوئیپ و موتور توربوجت است.